# NGC 4131
NGC 4131 is een balkspiraalstelsel in het sterrenbeeld Hoofdhaar. Het hemelobject werd op 11 april 1785 ontdekt door de Duits-Britse astronoom William Herschel.

## Synoniemen
- UGC 7126
- MCG 5-29-19
- ZWG 158.29
- PGC 38573